# Богданович, Евгений Васильевич
Евге́ний Васи́льевич Богдано́вич (26 февраля (10 марта) 1829 — 1 (14) сентября 1914, Ялта) — генерал от инфантерии, писатель. 
Именем Е. В. Богдановича в 1885 году была названа станция Оверино Екатеринбурго-Тюменской железной дороги, позже превратившаяся в город Богданович — центр городского округа Богданович Свердловской области.

## Биография
Принадлежал по отцу к старинному дворянскому роду Богдановичей Херсонской губернии; мать — урождённая Альбрант.
Евгений Васильевич Богданович окончил Морской кадетский корпус, службу начинал на Черноморском флоте: в качестве гардемарина (1843), а затем мичмана (1846). В 1851 году оставил службу на флоте и был назначен в чине прапорщика адъютантом при Новороссийском генерал-губернаторе.
В 1861 году Богданович в чине полковника состоял в Министерстве внутренних дел. На этой службе он внёс значительный вклад в организацию пожарных команд по всей России. С 1861 года по предложению министра П. А. Валуева он исследовал положение пожарной и страховой части в 15 губерниях, организовал общественные пожарные команды, основал школу брандмейстеров. Активно продвигал идею строительства ряда железных дорог; в 1866 году он был направлен в Вятскую и Пермскую губернии для борьбы с последствиями неурожая; в отчёте о работе Богдановичем было предложено для предупреждения голода в Уральском крае в будущем построить железную дорогу «из внутренних губерний в Екатеринбург и далее до Тюмени», которая «будучи впоследствии проложенной через Сибирь к китайской границе, получила бы важное стратегическое и международное коммерческое значение» — один из ранних проектов Сибирской железной дороги — будущий Транссиб. Получив необходимые средства на «Проект сибирско-уральской железной дороги» (1868), Богданович в 1868—1869 годах организовал изыскания, в результате которых был разработан детальный план строительства дороги Казань-Екатеринбург-Тюмень. В ноябре 1867 года он стал почётным гражданином Тюмени; многие жители городов, через которые планировалось провести железную дорогу, избрали его своим почётным гражданином (Екатеринбург, Камышлов, Сарапул), а его имя было увековечено в названии одной из узловых станций под Екатеринбургом — «Богданович». Хотя трасса Транссиба прошла южнее, через Миасс и Курган, в 1886 году начала действовать дорога Екатеринбург—Тюмень. В этом же году было издано сочинение «О сибирской железной дороге» (1886).
Глубоко религиозный, по признанию современников, человек, он был избран старостой Исаакиевского собора (1878).
В 1887 году он впал в немилость Александра III и был уволен со службы. Однако вскоре был возвращён; 25 марта 1888 года был произведён в тайные советники и назначен членом совета министра внутренних дел.
14 января 1909 года Богдановичу было назначено «тайное пособие»: П. А. Столыпин — Богдановичу в письме 15.01.1909 г.: «…во внимание к долголетней отлично-усердной службе, взамен аренды, пожизненное негласное пособие по 2000 рублей в год».
Евгений Васильевич Богданович умер в Ялте и был похоронен на Никольском кладбище Александро-Невской лавры в Санкт-Петербурге. Могила до настоящего времени не сохранилась; в начале XXI века благотворительным фондом «Возрождение культурного наследия» возле Никольской церкви была установлена памятная двухсторонняя доска из гранита (вторая сторона посвящена генералу Ростиславу Владимировичу Крассовскому, чьё захоронение после октябрьского переворота было также уничтожено большевиками).

## Мнения современников и цитаты
А. Ф. Кони писал о Богдановиче так:

Это был знаменитый полковник Богданович староста Исаакиевского собора и, издатель елейно-холопских брошюр, которыми впоследствии, вымогая себе субсидии от правительства, он усердно и широко отравлял самосознание русского народа
Е. В. Богданович издал много описаний святых мест и жизнеописаний наиболее чтимых святых, а также картин религиозно-нравственного и патриотического содержания, множества брошюрок монархического характера для простонародья. Издавал журналы «Кафедра Исаакиевского собора» и «Кафедра Андреевского собора» (совместно с Иоанном Кронштадтским). Предпринимал путешествия по России, сопровождавшиеся массовой раздачей издаваемой им литературы.
В. М. Жирмунский в своём дневнике весной 1905 года писал:

Скоро приехал и пап. Он был у одного из своих пациентов, известного «генерала от патриотизма» Богдановича. Странный тип этот Богданович! И «что было бы еще смешнее, если бы не было так грустно», такие люди управляют Россией! <…> он стал расспрашивать папу, где он служит, и, узнав, что в больнице, находящейся под ведомством Министерства внутренних дел, воскликнул: «А! по нашему министерству? В таком случае могу вас представить к звезде»

Был убеждённым монархистом. В 1913 году, выпустив книгу «Трехсотлетие державному дому Романовых, 1613—1913» он писал Николаю II:

Зачем тут дума, амнистия, патриаршество, конституция? Царь призывает на Свой народ Божие благословение, и в дом каждого верноподданного — радость и веселие: и довольно, — и подпись, — и ура, всенародное ура за нашего Государя

## Семья
Братья: два брата, Орест и Виктор, погибли во время Севастопольской кампании, ещё один брат, Лев, — в Малой Чечне во времена Кавказской войны.
Жена: Александра Викторовна (1846—1914), дочь егермейстера Двора Его Императорского Величества, директора Строгановского училища В. И. Бутовского, была хозяйкой светского салона с серьёзным политическим уклоном, вела дневник (частично опубликован в 1924 под названием «Три последних самодержца»).
Сын: Николай (1870—1905) — российский государственный деятель, вице-губернатор Тургайской области, а также Уфимской и Тамбовской губерний, жертва революционного террора, был убит крестьянином-эсером Катиным.

## Память о Богдановиче
- До 1917 года в Одессе работало городское начальное училище № 5—36, носящее имя генерала Е. В. Богдановича[9]
- В городе Тюмени одна из центральных улиц носит имя Евгения Богдановича

## Источник
- Черная сотня. Историческая энциклопедия 1900—1917. — М.: Крафт+, Институт русской цивилизации, 2008.